# Xylosma fascicuflora
Xylosma fascicuflora là một loài thực vật có hoa trong họ Liễu. Loài này được S.S. Lai miêu tả khoa học đầu tiên năm 1994.